# Tino Chrupalla
Tino Chrupalla (nascido no dia 14 de abril de 1975) é um político alemão e membro do Bundestag desde 2017 pelo partido Alternativa para a Alemanha (AfD). Em novembro de 2019 foi nomeado por Alexander Gauland para substituí-lo como co-presidente e devidamente eleito para esse cargo.

## Vida e política
Chrupalla nasceu em 1975 em Weißwasser no leste da Alemanha e foi aprovado no exame de Meister (Meisterprüfung) como pintor e decorador de casas em 2003.  Ele dirige uma empresa de construção.
Na década de 1990 Tino Chrupalla ingressou na Juventude Democrata Cristã, vinculada à CDU. Mais tarde Chrupalla entrou na AfD em 2015 e em 2016 foi eleito para o comité distrital de Görlitz. Nas eleições federais alemãs de 2017, ele derrotou Michael Kretschmer, mais tarde Ministro-Presidente da Saxónia, no distrito eleitoral de Görlitz.
Chrupalla é um dos cinco vice-chefes do grupo parlamentar federal AfD.